# Abdij van Mazan

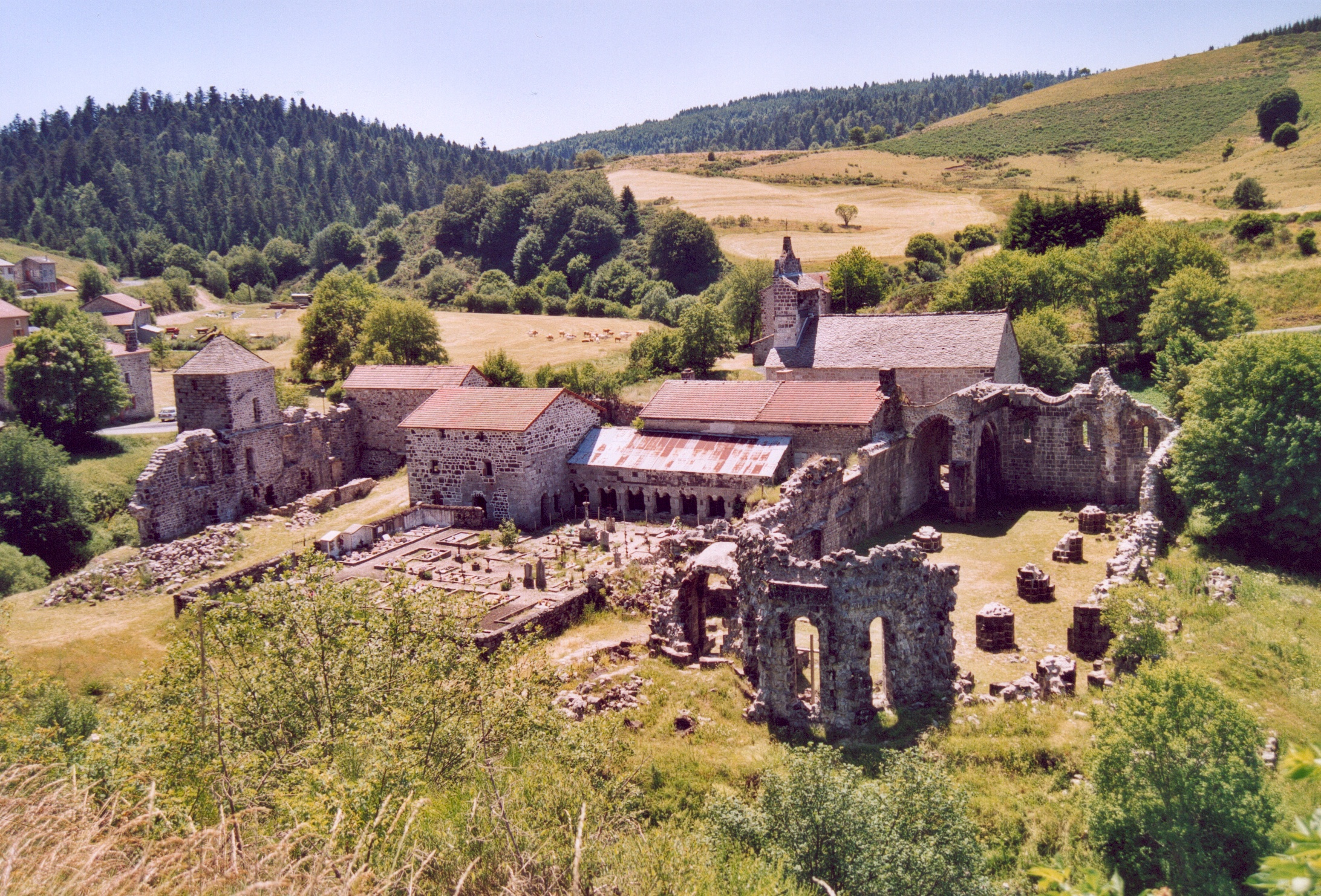
Ruïnes van de abdij van Mazan

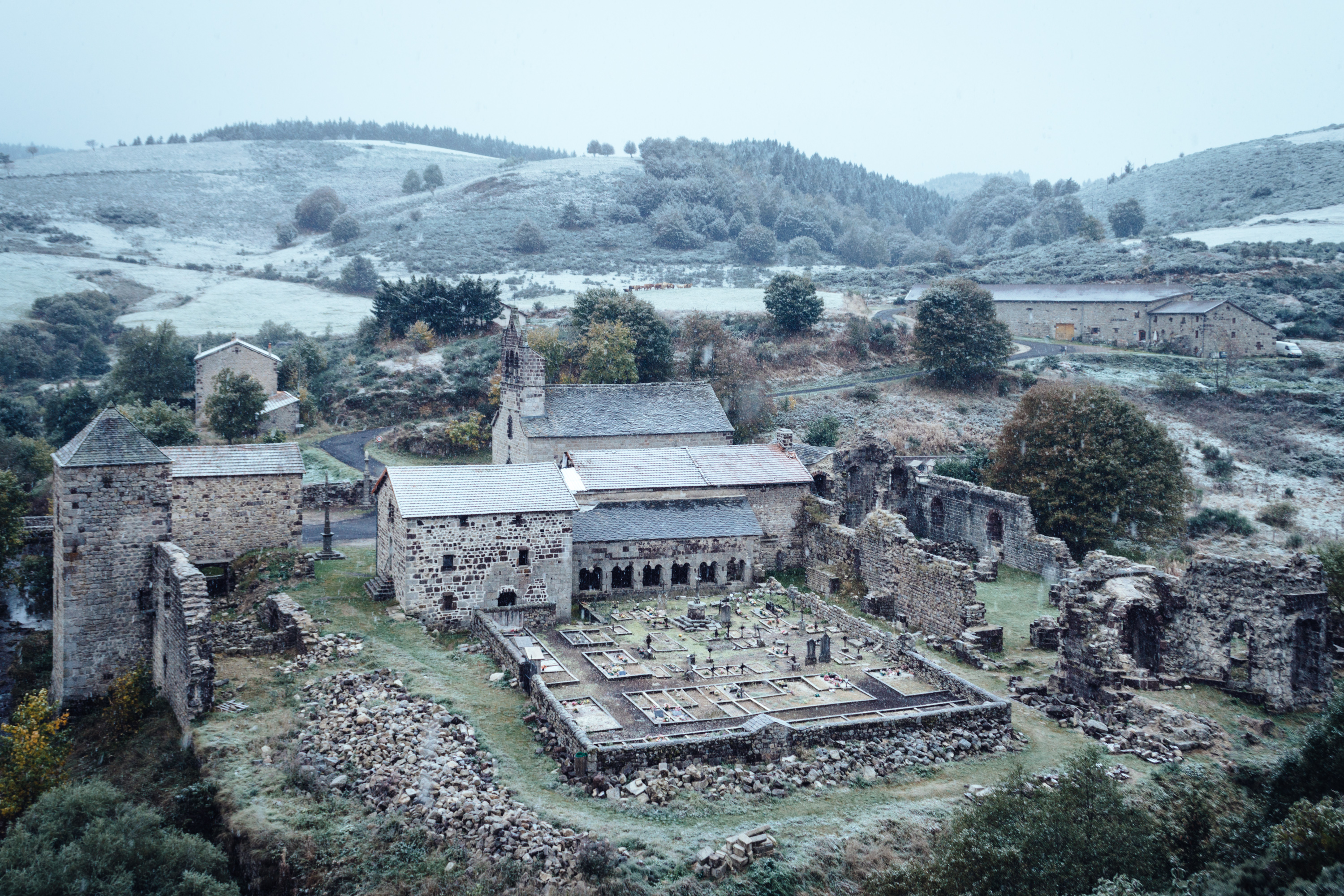
Ruïnes

De Abdij van Mazan was een abdij van de cisterciënzers in het dorp Mazan-l'Abbaye in het département Ardèche in de regio Auvergne-Rhône-Alpes in Frankrijk.

## Geschiedenis
De abdij werd in 1120 opgericht als zusterabdij van de abdij van Bonnevaux waarbij een bestaande groep seculiere kanunniken zich aansloten bij de cisterciënzers. De abdij van Mazan werd het moederhuis van de abdij van Le Thoronet (opgericht in 1136), de abdij van Sylvanès (opgericht in 1136), de abdij van Bonneval (opgericht in 1147), de abdij van Sénanque (opgericht in 1148), de abdij van Bonlieu (opgericht in 1199) en de abdij van Porquerolles, die maar kort bestond. Daarnaast bezat de abdij drieëntwintig uithoven.
De abdij werd tijdens de Honderdjarige Oorlog voor het eerst geplunderd en tijdens de Hugenotenoorlogen voor de tweede keer. In de 18e eeuw werd de abdij nieuw leven ingeblazen en vervolgens wederopgebouwd. In 1768 woonden er nog slechts elf monniken in de abdij.
De abdij kwam tijdens de Franse Revolutie in de verdrukking en in 1791 werd de abdij geplunderd en een deel van het bouwmateriaal elders gebruikt. De kloostergang werd tot kerkhof verbouwd. In 1843 werden de stenen van de muur rond het complex gebruikt om in de omgeving kleinere, modernere kerken van te bouwen. De abdijkerk werd in 1847 als Monument historique geclassificeerd. In 1921 werd de abdijkerk gedynamiteerd en in 1966 vonden er werkzaamheden plaats die moesten voorkomen dat de gebouwen nog meer in zou storten.

## Gebouwen
Op het hoogtepunt beschikte de abdij en de monniken, naast de abdijkerk over een sacristie en een klooster met kloostergang, over een kapittelzaal, een refectorium, een dormitorium, een scriptorium,  een lavatorium, een bibliotheek, een refectorium voor de lekenbroeders en een verwarmingsinstallatie.

### Restanten
Van de abdij bestaan nog delen aan de westelijke vleugel en de gerestaureerde kloostergang, die dateren uit de veertiende en vijftiende eeuw. Van de kerk uit 1140-1150  resteren nog drie halfronde absiden, het transept en vier vierkante traveeën en grote delen van de buitenmuren van het uit drie beuken bestaande schip. De voorgevel had een groot roosvenster.

### Parochiekerk uit de 19e eeuw
De intacte kerk, vlak bij de abdijgebouwen, is de parochiekerk van Mazan-l'Abbaye die in 1843 werd gewijd. De kerk heeft geen historische band met de abdij. Ze kwam er op vraag van de toenmalige pastoor die de abdijkerk te groot vond en te moeilijk om te verwarmen. Vroeger stonden hier de bakkerij en de werkplaatsen van de lekenbroeders.

## Galerij

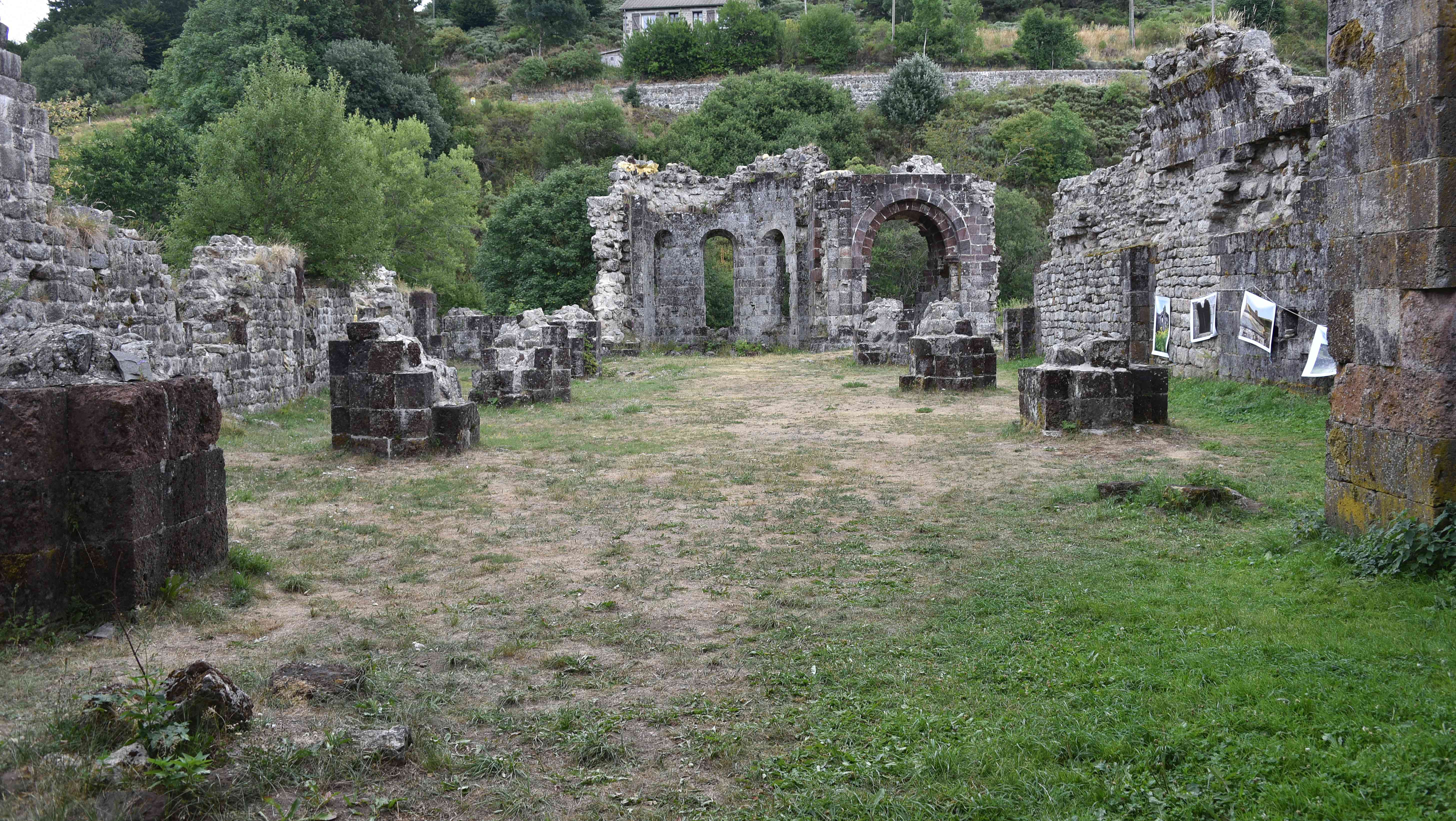
Abdijkerk met achteraan de toegangspoort
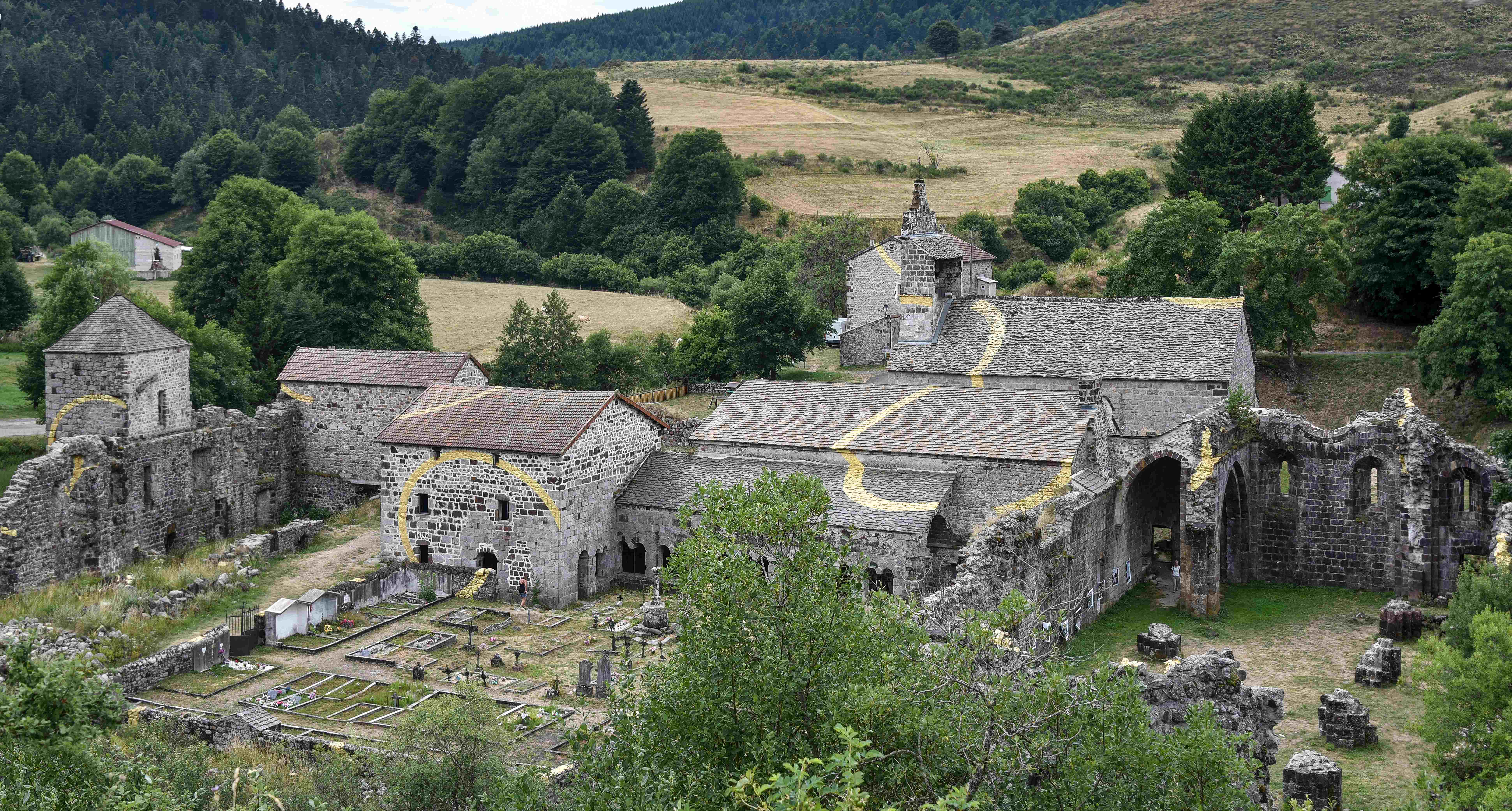
Gezicht op de abdij
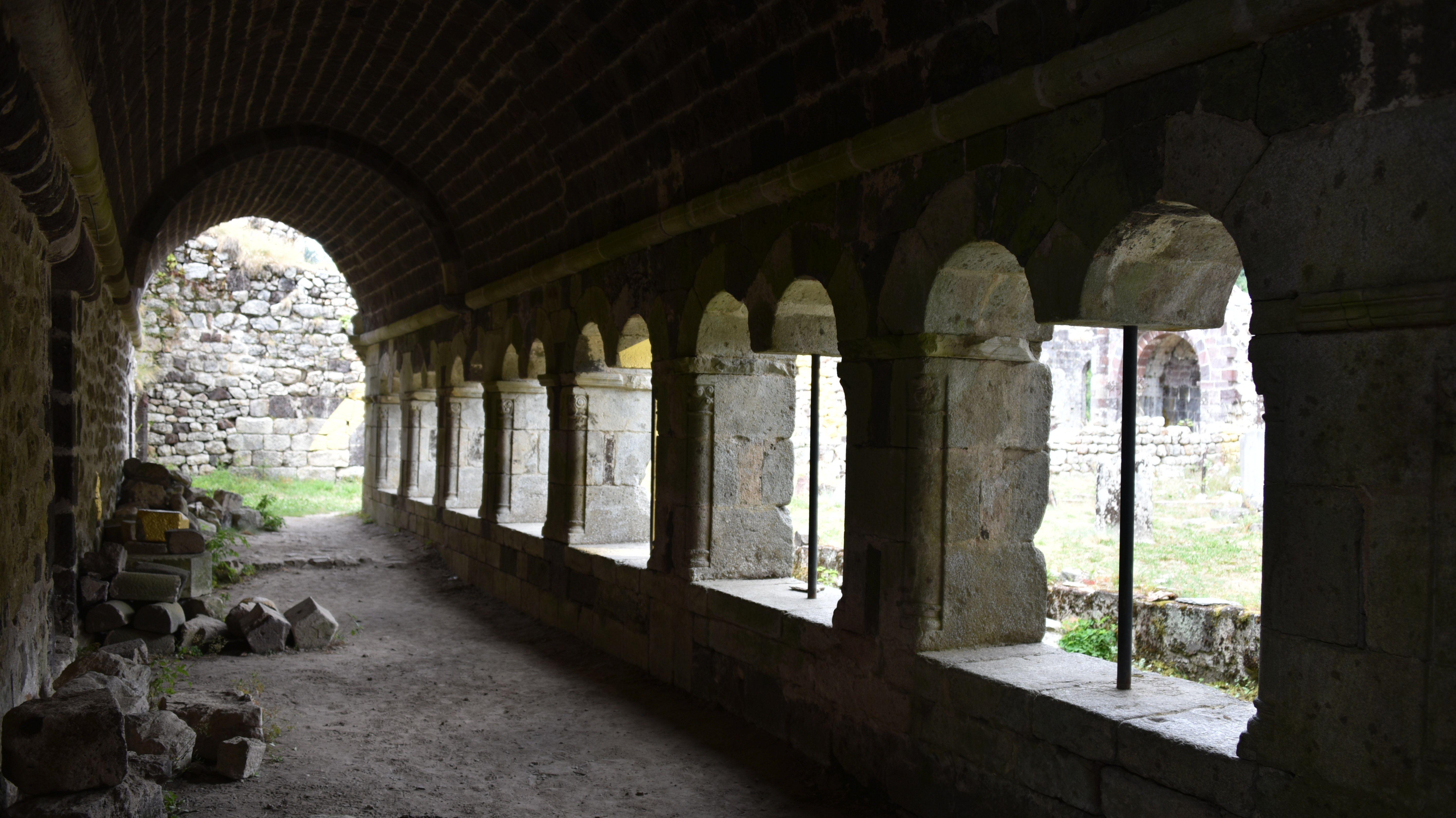
Kloostergang
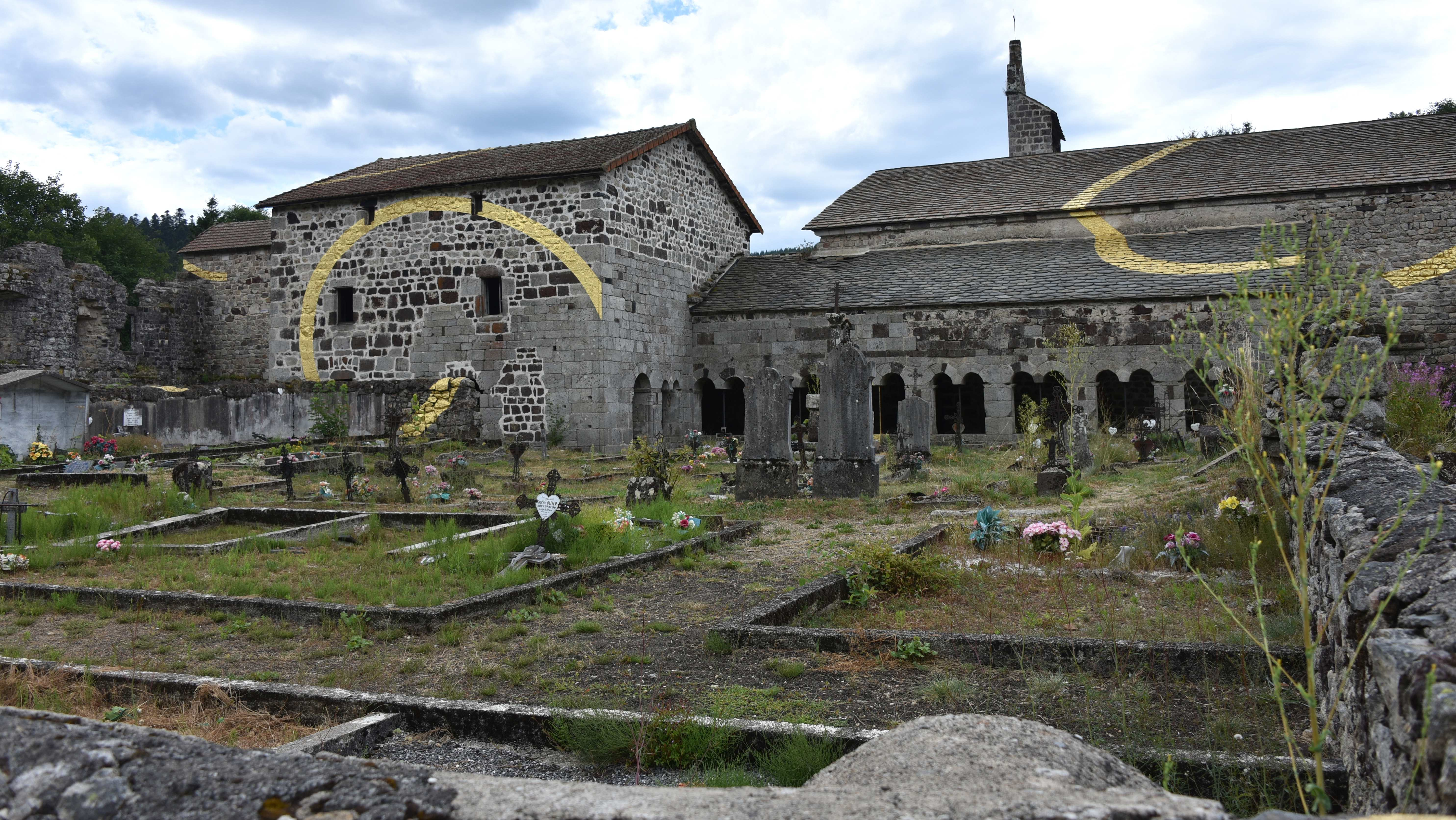
Kerkhof van de monniken